# ISO 3166-2:GB
ISO 3166-2:GB é o subconjunto da Organização Internacional para Padronização, código de região subnacional padrão ISO 3166-2, para as principais subdivisões do Reino Unido. Os códigos definidos abrangem os nomes das principais subdivisões de todos os países codificados no ISO 3166-1. Os códigos e as estruturas utilizadas são fornecidos para a ISO pelo British Standards e o Escritório de Estatísticas Nacionais.
Atualmente. para o Reino Unido, o ISO 3166-2  define os códigos para as seguintes subdivisões:
- 3 países e 1 província
- 3 nações (veja abaixo)
- 27 de condados de dois níveis, 36 distritos metropolitanos, 56 autoridades unitárias (inclui seis condados de nível único), 32 boroughs de Londres e 1 corporação municipal (Inglaterra)
- 11 distritos (Irlanda do Norte)
- 32 áreas de conselho (Escócia)
- 22 autoridades unitárias (País de Gales)

As quatro partes que constituem o Reino Unido estão descritos como "países" (Inglaterra, País de Gales e Escócia) ou "província" (Irlanda do Norte). Os outros três termos geopolíticos estão incluídos no padrão e designado como "nações" (anteriormente "integridade"):
- Inglaterra e País de Gales (que consiste de Inglaterra e País de Gales)
- Grã-Bretanha (composta por Inglaterra, Escócia e País de Gales)
- Reino Unido (composto por Inglaterra, Irlanda do Norte, Escócia e País de Gales)

Cada código é composto de duas partes, separadas por um hífen. A primeira parte é o GB, o código do Reino Unido no ISO 3166-1 alpha-2. A segunda parte é  composta de três letras, que é o código da subdivisão segundo a Norma Britânica BS 6879.
Embora GB seja o código do Reino Unido na norma ISO 3166-1 alpha-2, UK é excepcionalmente reservado para o Reino Unido, a pedido do país. Seu principal uso é o .uk, código de internet ccTLD.

## Códigos atuais
Os nomes das subdivisões são listadas no ISO 3166-2 de acordo com padrão publicado pelo Maintenance Agency (ISO 3166/MA).
O BS 6879 oferece formulários com nomes alternativos em galês (cy) para algumas autoridades unitárias galesas juntamente com a alternativa de elementos de código. Uma vez que esta parte da ISO 3166 não permite duplicar a codificação idêntica de subdivisões, tais nomes alternativos em galês e seus elementos de código são mostrados apenas para fins de informação em colchetes, após o nome em inglês da subdivisão. 

### Países e província
| Código | Nome da subdivisão           | Categoria da subdivisão |
| ------ | ---------------------------- | ----------------------- |
| GB-ENG | Inglaterra                   | país                    |
| GB-NIR | Irlanda do Norte             | província               |
| GB-SCT | Escócia                      | país                    |
| GB-WLS | País de Gales [Cymru GB-CYM] | país                    |

A categoria do País de Gales foi alterada em dezembro de 2011, quando deixou de ser descrito como principado passando a ser descrito como país, sendo o seu padrão atualizado. A Inglaterra e a Escócia foram mantidos como países e a Irlanda do Norte foi mantida como província.

### Nações
| Código | Nome                       |
| ------ | -------------------------- |
| GB-EAW | Inglaterra e País de Gales |
| GB-GBN | Grã-Bretanha               |
| GB-UKM | Reino Unido                |

### Subdivisões de segundo nível
| Código | Nome da subdivisão                                  | Categoria da subdivisão   | Subdivisão correlata |
| ------ | --------------------------------------------------- | ------------------------- | -------------------- |
| GB-BKM | Buckinghamshire                                     | condado de dois níveis    | ENG                  |
| GB-CAM | Cambridgeshire                                      | condado de dois níveis    | ENG                  |
| GB-CMA | Cumbria                                             | condado de dois níveis    | ENG                  |
| GB-DBY | Derbyshire                                          | condado de dois níveis    | ENG                  |
| GB-DEV | Devon                                               | condado de dois níveis    | ENG                  |
| GB-DOR | Dorset                                              | condado de dois níveis    | ENG                  |
| GB-ESX | East Sussex                                         | condado de dois níveis    | ENG                  |
| GB-ESS | Essex                                               | condado de dois níveis    | ENG                  |
| GB-GLS | Gloucestershire                                     | condado de dois níveis    | ENG                  |
| GB-HAM | Hampshire                                           | condado de dois níveis    | ENG                  |
| GB-HRT | Hertfordshire                                       | condado de dois níveis    | ENG                  |
| GB-KEN | Kent                                                | condado de dois níveis    | ENG                  |
| GB-LAN | Lancashire                                          | condado de dois níveis    | ENG                  |
| GB-LEC | Leicestershire                                      | condado de dois níveis    | ENG                  |
| GB-LIN | Lincolnshire                                        | condado de dois níveis    | ENG                  |
| GB-NFK | Norfolk                                             | condado de dois níveis    | ENG                  |
| GB-NYK | North Yorkshire                                     | condado de dois níveis    | ENG                  |
| GB-NTH | Northamptonshire                                    | condado de dois níveis    | ENG                  |
| GB-NTT | Nottinghamshire                                     | condado de dois níveis    | ENG                  |
| GB-OXF | Oxfordshire                                         | condado de dois níveis    | ENG                  |
| GB-SOM | Somerset                                            | condado de dois níveis    | ENG                  |
| GB-STS | Staffordshire                                       | condado de dois níveis    | ENG                  |
| GB-SFK | Suffolk                                             | condado de dois níveis    | ENG                  |
| GB-SRY | Surrey                                              | condado de dois níveis    | ENG                  |
| GB-WAR | Warwickshire                                        | condado de dois níveis    | ENG                  |
| GB-WSX | West Sussex                                         | condado de dois níveis    | ENG                  |
| GB-WOR | Worcestershire                                      | condado de dois níveis    | ENG                  |
| GB-LND | Londres, Cidade de                                  | corporação municipal      | ENG                  |
| GB-BDG | Barking e Dagenham                                  | borough da Grande Londres | ENG                  |
| GB-BNE | Barnet                                              | borough da Grande Londres | ENG                  |
| GB-BEX | Bexley                                              | borough da Grande Londres | ENG                  |
| GB-BEN | Brent                                               | borough da Grande Londres | ENG                  |
| GB-BRY | Bromley                                             | borough da Grande Londres | ENG                  |
| GB-CMD | Camden                                              | borough da Grande Londres | ENG                  |
| GB-CRY | Croydon                                             | borough da Grande Londres | ENG                  |
| GB-EAL | Ealing                                              | borough da Grande Londres | ENG                  |
| GB-ENF | Enfield                                             | borough da Grande Londres | ENG                  |
| GB-GRE | Greenwich                                           | borough da Grande Londres | ENG                  |
| GB-HCK | Hackney                                             | borough da Grande Londres | ENG                  |
| GB-HMF | Hammersmith e Fulham                                | borough da Grande Londres | ENG                  |
| GB-HRY | Haringey                                            | borough da Grande Londres | ENG                  |
| GB-HRW | Harrow                                              | borough da Grande Londres | ENG                  |
| GB-HAV | Havering                                            | borough da Grande Londres | ENG                  |
| GB-HIL | Hillingdon                                          | borough da Grande Londres | ENG                  |
| GB-HNS | Hounslow                                            | borough da Grande Londres | ENG                  |
| GB-ISL | Islington                                           | borough da Grande Londres | ENG                  |
| GB-KEC | Kensington e Chelsea                                | borough da Grande Londres | ENG                  |
| GB-KTT | Kingston upon Thames                                | borough da Grande Londres | ENG                  |
| GB-LBH | Lambeth                                             | borough da Grande Londres | ENG                  |
| GB-LEW | Lewisham                                            | borough da Grande Londres | ENG                  |
| GB-MRT | Merton                                              | borough da Grande Londres | ENG                  |
| GB-NWM | Newham                                              | borough da Grande Londres | ENG                  |
| GB-RDB | Redbridge                                           | borough da Grande Londres | ENG                  |
| GB-RIC | Richmond upon Thames                                | borough da Grande Londres | ENG                  |
| GB-SWK | Southwark                                           | borough da Grande Londres | ENG                  |
| GB-STN | Sutton                                              | borough da Grande Londres | ENG                  |
| GB-TWH | Tower Hamlets                                       | borough da Grande Londres | ENG                  |
| GB-WFT | Waltham Forest                                      | borough da Grande Londres | ENG                  |
| GB-WND | Wandsworth                                          | borough da Grande Londres | ENG                  |
| GB-WSM | Westminster                                         | borough da Grande Londres | ENG                  |
| GB-BNS | Barnsley                                            | distrito metropolitano    | ENG                  |
| GB-BIR | Birmingham                                          | distrito metropolitano    | ENG                  |
| GB-BOL | Bolton                                              | distrito metropolitano    | ENG                  |
| GB-BRD | Bradford                                            | distrito metropolitano    | ENG                  |
| GB-BUR | Bury                                                | distrito metropolitano    | ENG                  |
| GB-CLD | Calderdale                                          | distrito metropolitano    | ENG                  |
| GB-COV | Coventry                                            | distrito metropolitano    | ENG                  |
| GB-DNC | Doncaster                                           | distrito metropolitano    | ENG                  |
| GB-DUD | Dudley                                              | distrito metropolitano    | ENG                  |
| GB-GAT | Gateshead                                           | distrito metropolitano    | ENG                  |
| GB-KIR | Kirklees                                            | distrito metropolitano    | ENG                  |
| GB-KWL | Knowsley                                            | distrito metropolitano    | ENG                  |
| GB-LDS | Leeds                                               | distrito metropolitano    | ENG                  |
| GB-LIV | Liverpool                                           | distrito metropolitano    | ENG                  |
| GB-MAN | Manchester                                          | distrito metropolitano    | ENG                  |
| GB-NET | Newcastle upon Tyne                                 | distrito metropolitano    | ENG                  |
| GB-NTY | North Tyneside                                      | distrito metropolitano    | ENG                  |
| GB-OLD | Oldham                                              | distrito metropolitano    | ENG                  |
| GB-RCH | Rochdale                                            | distrito metropolitano    | ENG                  |
| GB-ROT | Rotherham                                           | distrito metropolitano    | ENG                  |
| GB-SHN | St. Helens                                          | distrito metropolitano    | ENG                  |
| GB-SLF | Salford                                             | distrito metropolitano    | ENG                  |
| GB-SAW | Sandwell                                            | distrito metropolitano    | ENG                  |
| GB-SFT | Sefton                                              | distrito metropolitano    | ENG                  |
| GB-SHF | Sheffield                                           | distrito metropolitano    | ENG                  |
| GB-SOL | Solihull                                            | distrito metropolitano    | ENG                  |
| GB-STY | South Tyneside                                      | distrito metropolitano    | ENG                  |
| GB-SKP | Stockport                                           | distrito metropolitano    | ENG                  |
| GB-SND | Sunderland                                          | distrito metropolitano    | ENG                  |
| GB-TAM | Tameside                                            | distrito metropolitano    | ENG                  |
| GB-TRF | Trafford                                            | distrito metropolitano    | ENG                  |
| GB-WKF | Wakefield                                           | distrito metropolitano    | ENG                  |
| GB-WLL | Walsall                                             | distrito metropolitano    | ENG                  |
| GB-WGN | Wigan                                               | distrito metropolitano    | ENG                  |
| GB-WRL | Wirral                                              | distrito metropolitano    | ENG                  |
| GB-WLV | Wolverhampton                                       | distrito metropolitano    | ENG                  |
| GB-BAS | Bath e North East Somerset                          | autoridade unitária       | ENG                  |
| GB-BDF | Bedford                                             | autoridade unitária       | ENG                  |
| GB-BBD | Blackburn with Darwen                               | autoridade unitária       | ENG                  |
| GB-BPL | Blackpool                                           | autoridade unitária       | ENG                  |
| GB-BMH | Bournemouth                                         | autoridade unitária       | ENG                  |
| GB-BRC | Bracknell Forest                                    | autoridade unitária       | ENG                  |
| GB-BNH | Brighton e Hove                                     | autoridade unitária       | ENG                  |
| GB-BST | Bristol, City of                                    | autoridade unitária       | ENG                  |
| GB-CBF | Central Bedfordshire                                | autoridade unitária       | ENG                  |
| GB-CHE | Cheshire Leste                                      | autoridade unitária       | ENG                  |
| GB-CHW | Cheshire Oeste e Chester                            | autoridade unitária       | ENG                  |
| GB-CON | Cornwall                                            | autoridade unitária       | ENG                  |
| GB-DAL | Darlington                                          | autoridade unitária       | ENG                  |
| GB-DER | Derby                                               | autoridade unitária       | ENG                  |
| GB-DUR | Durham, County                                      | autoridade unitária       | ENG                  |
| GB-ERY | East Riding de Yorkshire                            | autoridade unitária       | ENG                  |
| GB-HAL | Halton                                              | autoridade unitária       | ENG                  |
| GB-HPL | Hartlepool                                          | autoridade unitária       | ENG                  |
| GB-HEF | Herefordshire                                       | autoridade unitária       | ENG                  |
| GB-IOW | Ilha de Wight                                       | autoridade unitária       | ENG                  |
| GB-IOS | Ilhas de Scilly                                     | autoridade unitária       | ENG                  |
| GB-KHL | Kingston upon Hull                                  | autoridade unitária       | ENG                  |
| GB-LCE | Leicester                                           | autoridade unitária       | ENG                  |
| GB-LUT | Luton                                               | autoridade unitária       | ENG                  |
| GB-MDW | Medway                                              | autoridade unitária       | ENG                  |
| GB-MDB | Middlesbrough                                       | autoridade unitária       | ENG                  |
| GB-MIK | Milton Keynes                                       | autoridade unitária       | ENG                  |
| GB-NEL | North East Lincolnshire                             | autoridade unitária       | ENG                  |
| GB-NLN | North Lincolnshire                                  | autoridade unitária       | ENG                  |
| GB-NSM | North Somerset                                      | autoridade unitária       | ENG                  |
| GB-NBL | Northumberland                                      | autoridade unitária       | ENG                  |
| GB-NGM | Nottingham                                          | autoridade unitária       | ENG                  |
| GB-PTE | Peterborough                                        | autoridade unitária       | ENG                  |
| GB-PLY | Plymouth                                            | autoridade unitária       | ENG                  |
| GB-POL | Poole                                               | autoridade unitária       | ENG                  |
| GB-POR | Portsmouth                                          | autoridade unitária       | ENG                  |
| GB-RDG | Reading                                             | autoridade unitária       | ENG                  |
| GB-RCC | Redcar e Cleveland                                  | autoridade unitária       | ENG                  |
| GB-RUT | Rutland                                             | autoridade unitária       | ENG                  |
| GB-SHR | Shropshire                                          | autoridade unitária       | ENG                  |
| GB-SLG | Slough                                              | autoridade unitária       | ENG                  |
| GB-SGC | South Gloucestershire                               | autoridade unitária       | ENG                  |
| GB-STH | Southampton                                         | autoridade unitária       | ENG                  |
| GB-SOS | Southend-on-Sea                                     | autoridade unitária       | ENG                  |
| GB-STT | Stockton-on-Tees                                    | autoridade unitária       | ENG                  |
| GB-STE | Stoke-on-Trent                                      | autoridade unitária       | ENG                  |
| GB-SWD | Swindon                                             | autoridade unitária       | ENG                  |
| GB-TFW | Telford e Wrekin                                    | autoridade unitária       | ENG                  |
| GB-THR | Thurrock                                            | autoridade unitária       | ENG                  |
| GB-TOB | Torbay                                              | autoridade unitária       | ENG                  |
| GB-WRT | Warrington                                          | autoridade unitária       | ENG                  |
| GB-WBK | West Berkshire                                      | autoridade unitária       | ENG                  |
| GB-WIL | Wiltshire                                           | autoridade unitária       | ENG                  |
| GB-WNM | Windsor e Maidenhead                                | autoridade unitária       | ENG                  |
| GB-WOK | Wokingham                                           | autoridade unitária       | ENG                  |
| GB-YOR | York                                                | autoridade unitária       | ENG                  |
| GB-ANN | Antrim e Newtownabbey                               | distrito                  | NIR                  |
| GB-AND | Ards e North Down                                   | distrito                  | NIR                  |
| GB-ABC | Armagh, Banbridge e Craigavon                       | distrito                  | NIR                  |
| GB-BFS | Belfast                                             | distrito                  | NIR                  |
| GB-CCG | Causeway Coast e Glens                              | distrito                  | NIR                  |
| GB-DRS | Derry e Strabane                                    | distrito                  | NIR                  |
| GB-FMO | Fermanagh e Omagh                                   | distrito                  | NIR                  |
| GB-LBC | Lisburn e Castlereagh                               | distrito                  | NIR                  |
| GB-MEA | Mid e East Antrim                                   | distrito                  | NIR                  |
| GB-MUL | Mid Ulster                                          | distrito                  | NIR                  |
| GB-NMD | Newry, Mourne e Down                                | distrito                  | NIR                  |
| GB-ABE | Aberdeen City                                       | área do conselho          | SCT                  |
| GB-ABD | Aberdeenshire                                       | área do conselho          | SCT                  |
| GB-ANS | Angus                                               | área do conselho          | SCT                  |
| GB-AGB | Argyll e Bute                                       | área do conselho          | SCT                  |
| GB-CLK | Clackmannanshire                                    | área do conselho          | SCT                  |
| GB-DGY | Dumfries e Galloway                                 | área do conselho          | SCT                  |
| GB-DND | Dundee City                                         | área do conselho          | SCT                  |
| GB-EAY | East Ayrshire                                       | área do conselho          | SCT                  |
| GB-EDU | East Dunbartonshire                                 | área do conselho          | SCT                  |
| GB-ELN | East Lothian                                        | área do conselho          | SCT                  |
| GB-ERW | East Renfrewshire                                   | área do conselho          | SCT                  |
| GB-EDH | Edinburgh, City of                                  | área do conselho          | SCT                  |
| GB-ELS | Eilean Siar                                         | área do conselho          | SCT                  |
| GB-FAL | Falkirk                                             | área do conselho          | SCT                  |
| GB-FIF | Fife                                                | área do conselho          | SCT                  |
| GB-GLG | Glasgow City                                        | área do conselho          | SCT                  |
| GB-HLD | Highland                                            | área do conselho          | SCT                  |
| GB-IVC | Inverclyde                                          | área do conselho          | SCT                  |
| GB-MLN | Midlothian                                          | área do conselho          | SCT                  |
| GB-MRY | Moray                                               | área do conselho          | SCT                  |
| GB-NAY | North Ayrshire                                      | área do conselho          | SCT                  |
| GB-NLK | North Lanarkshire                                   | área do conselho          | SCT                  |
| GB-ORK | Ilhas Orkney                                        | área do conselho          | SCT                  |
| GB-PKN | Perth e Kinross                                     | área do conselho          | SCT                  |
| GB-RFW | Renfrewshire                                        | área do conselho          | SCT                  |
| GB-SCB | Scottish Borders, The                               | área do conselho          | SCT                  |
| GB-ZET | Ilhas Shetland                                      | área do conselho          | SCT                  |
| GB-SAY | South Ayrshire                                      | área do conselho          | SCT                  |
| GB-SLK | South Lanarkshire                                   | área do conselho          | SCT                  |
| GB-STG | Stirling                                            | área do conselho          | SCT                  |
| GB-WDU | West Dunbartonshire                                 | área do conselho          | SCT                  |
| GB-WLN | West Lothian                                        | área do conselho          | SCT                  |
| GB-BGW | Blaenau Gwent                                       | autoridade unitária       | WLS                  |
| GB-BGE | Bridgend [Pen-y-bont ar Ogwr GB-POG]                | autoridade unitária       | WLS                  |
| GB-CAY | Caerphilly [Caerffili GB-CAF]                       | autoridade unitária       | WLS                  |
| GB-CRF | Cardiff [Caerdydd GB-CRD]                           | autoridade unitária       | WLS                  |
| GB-CMN | Carmarthenshire [Sir Gaerfyrddin GB-GFY]            | autoridade unitária       | WLS                  |
| GB-CGN | Ceredigion [Sir Ceredigion]                         | autoridade unitária       | WLS                  |
| GB-CWY | Conwy                                               | autoridade unitária       | WLS                  |
| GB-DEN | Denbighshire [Sir Ddinbych GB-DDB]                  | autoridade unitária       | WLS                  |
| GB-FLN | Flintshire [Sir y Fflint GB-FFL]                    | autoridade unitária       | WLS                  |
| GB-GWN | Gwynedd                                             | autoridade unitária       | WLS                  |
| GB-AGY | Ilha de Anglesey [Sir Ynys Môn GB-YNM]              | autoridade unitária       | WLS                  |
| GB-MTY | Merthyr Tydfil [Merthyr Tudful GB-MTU]              | autoridade unitária       | WLS                  |
| GB-MON | Monmouthshire [Sir Fynwy GB-FYN]                    | autoridade unitária       | WLS                  |
| GB-NTL | Neath Port Talbot [Castell-nedd Port Talbot GB-CTL] | autoridade unitária       | WLS                  |
| GB-NWP | Newport [Casnewydd GB-CNW]                          | autoridade unitária       | WLS                  |
| GB-PEM | Pembrokeshire [Sir Benfro GB-BNF]                   | autoridade unitária       | WLS                  |
| GB-POW | Powys                                               | autoridade unitária       | WLS                  |
| GB-RCT | Rhondda, Cynon, Taff [Rhondda, Cynon, Taf]          | autoridade unitária       | WLS                  |
| GB-SWA | Swansea [Abertawe GB-ATA]                           | autoridade unitária       | WLS                  |
| GB-TOF | Torfaen [Tor-faen]                                  | autoridade unitária       | WLS                  |
| GB-VGL | Vale of Glamorgan [Bro Morgannwg GB-BMG]            | autoridade unitária       | WLS                  |
| GB-WRX | Wrexham [Wrecsam GB-WRC]                            | autoridade unitária       | WLS                  |

## Alterações
As seguintes alterações de códigos de entrada foram anunciadas em boletins pelo ISO 3166/MA desde a primeira publicação do ISO 3166-2, em 1998. O ISO parou de emitir boletins informativos em 2013.
| Boletim informativo | Data de emissão                                              | Descrição da alteração no boletim                                                   | Código/Subdivisão alterada |
| ------------------- | ------------------------------------------------------------ | ----------------------------------------------------------------------------------- | --- |
| Boletim I-2         | 21 de maio de 2002                                           | Várias correções de nome, i.e. formas de exclusão dos nomes de complementos         | |
| Boletim I-8         | 17 de abril de 2007                                          | Modificação da estrutura administrativa                                             | Subdivisões excluídas: GB-CHA Ilhas do Canal GB-IOM Ilha de Man (ver ISO 3166-2:IM) GB-GSY Guernsey (ver ISO 3166-2:GG) GB-JSY Jersey (ver ISO 3166-2:JE)                                                    |
| Boletim I-9         | 28 de novembro de 2007                                       | Modificação da estrutura administrativa                                             | |
| Boletim II-2        | 30 de junho de 2010                                          | Atualização e reorganização do loteamento de dados e atualização da lista de origem | Subdivisões adicionadas: GB-BDF Bedford GB-CBF Central Bedfordshire GB-CHE Cheshire Leste GB-CHW Cheshire Oeste e Chester Subdivisões excluídos: GB-BDF Bedfordshire GB-CHS Cheshire GB-IOS Ilhas de Sicília |
| Boletim II-3        | 13 de dezembro de 2011 (corrigido em 15 de dezembro de 2011) | NL II-2: correção administrativa e alterações de nome.                              | Mudança de estado: WLS País de Gales principado → país |

As seguintes alterações para a entrada são listados na Plataforma de Navegação On-line ISO:
| Data efetiva de mudança | Breve descrição da alteração (pt) |
| ----------------------- | --- |
| 21 de novembro de 2015  | Exclusão do conselho distrital de áreas GB-ANT, GB-ARD, GB-ARM, GB-BLA, GB-BLY, GB-BNB, GB-CKF, GB-RSE, GB-CLR, GB-CKT, GB-CGV, GB-DRY, GB-DOW, GB-DGN, GB-FER, GB-LRN, GB-LMV, GB-LSB, GB-MFT, GB-MYL, GB-NYM, GB-NTA, GB-NDN, GB-OMH, GB-STB; mudança de subdivisão da categoria de distrito, área do conselho distrital GB-BFS; além de distritos GB-ANN, GB-E, GB-ABC, GB-CCG, GB-DRS, GB-FMO, GB-LBC, GB-MEA, GB-MUL, GB-NMD; atualização de Lista de Origem |
| 18 de dezembro de 2014  | Alinhamento de inglês e francês curto nomes em maiúsculas e minúsculas com UNTERM; atualização das observações em francês |
| 30 de outubro de 2014   | Adicionar GB-IOS |
| 13 de dezembro de 2011  | NL II-2: correções de nome e alterações administrativas. |
| 30 de junho de 2010     | Atualização e reorganização do loteamento de dados e atualização da lista de origem |